# Ferdinand Marschall
Ferdinand Marschall (19. februar 1924 – 14. november 2006) var en østrigsk fodbolddommer. Han er mest kendt for at have dømt finalen ved EM i 1972 mellem Vesttyskland og Sovjetunionen.

## Karriere

### EM 1972
- Vesttyskland  –  Sovjetunionen 3-0 (finale).

### VM 1970
- Brasilien  –  Rumænien 3-2 (gruppespil).